# Mascot Park
Mascot Park – nieistniejący już stadion piłkarski, położony w mieście Silkeborg, Dania. Oddany został do użytku w 1925 roku. Od tego czasu swoje mecze na tym obiekcie rozgrywał zespół piłkarski Silkeborg IF. Jego pojemność wynosiła 9200 miejsc. Rekordową frekwencję, wynoszącą 12 228 osób, odnotowano w 1995 roku podczas meczu ligowego pomiędzy Silkeborg IF a Brøndby IF. W 2017 roku w innej lokalizacji oddano do użytku nowy stadion JYSK park, na który przeniosła się drużyna Silkeborg IF. Stary stadion został natomiast w tym samym roku zlikwidowany.